# Where Them Girls At
«Where Them Girls At» es una canción realizada por el disc-jockey y productor francés David Guetta, con la colaboración del rapero y cantante norteamericano Flo Rida y la también cantante y actriz trinitense Nicki Minaj, incluida en el quinto álbum de estudio de Guetta, Nothing but the Beat. Fue lanzada como el primer sencillo del álbum el 2 de mayo de 2011 por el sello discográfico Virgin Records.

## Antecedentes y producción
En una entrevista para la MTV News que Guetta concedió el 11 de marzo de 2011, confesó que estaba dudando entre qué dos canciones lanzar como primer sencillo de su próximo álbum de estudio: "Little Bad Girl", con la colaboración de Taio Cruz y Ludacris o "Where Them Girls At". No obstante, el robo de las vocales a capela mediante el acceso a la red Wi-Fi del estudio donde grababan la canción, y la filtración en Internet de la producción incompleta forzaron al sello discográfico EMI Music a adelantar el lanzamiento de "Where Them Girls At" al 2 de mayo de 2011. Tras este suceso, admitiendo "sentirse ultrajado", David decidió contratar a un profesional que había trabajado en El Pentágono para identificar a los perpetradores.
La participación de Flo Rida en las vocales se remonta a un año antes del lanzamiento del sencillo, cuando Guetta y él grabaron Club Can't Handle Me en mayo de 2010. Mientras estaban en el estudio, produjo también la parte instrumental de lo que acabaría siendo "Where Them Girls At". A Flo Rida le gustó y para devolverle el favor por participar en su álbum Only One Flo (Part 1), acordó con el disc jockey parisino, colaborar en esta canción. Sin embargo, Guetta quería algo distinto, por lo que decidió llamar a Nicki Minaj, de quien se considera fan. En un principio Minaj rechazó la oferta, ya que estaba ocupada con su álbum debut, Pink Friday. La volvió a llamar y esta vez ella investigó quien era Guetta:

Hice mi investigación sobre él (David Guetta), quién era y qué discos había producido, entonces me di cuenta de que ya era toda una leyenda.

Minaj aceptó entonces la proposición, pero con la condición de que únicamente ella cantara en la canción. David le mostró en su estudio de París la versión del tema con el estribillo y los versos de Flo Rida. A ella le encantó y accedió a compartir la canción. De vuelta en Los Ángeles escribió el resto de la letra. En una entrevista, Guetta afirmó: 

"Al principio Nicki se mostró "reservada" y "tímida", ya que "cuando estás en el estudio por primera vez con alguien, puede ser complicado". Sin embargo cuando puse la canción, "¡se volvió loca y empezó a saltar en la silla!."

## Video musical
El video musical estuvo a cargo del director estadounidense Dave Meyers
Es el segundo video más visto de David Guetta al tener este video más de 307.000.000 reproducciones, siendo superado por «Turn Me On» al tener este video más de 366 millones de reproducciones.
Al conseguir 100 millones de reproducciones es el segundo video de David Guetta en lograr superar la barrera de las 100 millones de reproducciones. Siendo Gettin' Over You el primero, Where Them Girls At el segundo, Titanium el tercero, y Turn Me On el cuarto, en superar esta barrera.

### Trama
El video comienza con una ciudad, de repente en diferentes partes de la ciudad se notan unas burbujas(empieza a sonar la canción un poco distorsionada al estar dentro de estas), cambia la escena y se muestra a David Guetta viendo a la ciudad repleta de burbujas, en otras escenas se muestra una carretera con una burbuja y una chica saliendo de un edificio alcanzando a esquivar una burbuja que iba pasando por la calle, en otra escena se muestra un hotel con una burbuja pasando por donde está Flo Rida hasta llegar a donde está una chica, la cual ve la burbuja, la revienta y empieza a bailar sin control, Flo Rida canta sus versos mientras más burbujas se revientan cerca de otras chicas obligándolas a bailar, al llegar al coro cambia de escenas mostrando más burbujas en toda la ciudad hasta que una llega a una galería de arte donde se encuentra una escultura de  Nicki Minaj, se la traga, cobra vida y empieza a cantar sus versos mientras que de su boca salen pequeñas burbujas, después se muestran en las siguientes escenas parte de la ciudad en donde la gente revienta las burbujas o choca con ellas haciendo que estas se revienten obligando a la gente que está cerca que baile sin control, luego en las últimas escenas se muestran personas llegando al lugar de donde se originan las burbujas (la azotea de un edificio) encontrando a David Guetta y a unas chicas, se aprecia una fiesta a partir de allí, el video termina con más burbujas volando hacia la ciudad.

## Versiones
| Descarga digital |                                                        |          |  |
| N.º              | Título                                                 | Duración |  |
| 1.               | «Where Them Girls At» (junto a Flo Rida y Nicki Minaj) | 3:14     |  |

| Descarga digital |                                      |          |  |
| N.º              | Título                               | Duración |  |
| 1.               | «Where Them Girls At» (Instrumental) | 3:16     |  |

| Descarga digital y formato en CD |                                               |          |  |
| N.º                              | Título                                        | Duración |  |
| 1.                               | «Where Them Girls At» (Sidney Samson Remix)   | 5:12     |  |
| 2.                               | «Where Them Girls At» (Afrojack Remix)        | 6:26     |  |
| 3.                               | «Where Them Girls At» (Nicky Romero Remix)    | 5:28     |  |
| 4.                               | «Where Them Girls At» (Gregori Klosman Remix) | 6:17     |  |
| 5.                               | «Where Them Girls At» (Daddy's Groove Remix)  | 6:19     |  |
| 6.                               | «Where Them Girls At» (Tim Mason Remix)       | 4:36     |  |

## Posicionamiento en listas y certificaciones
| Lista (2011)                          | Máxima posición |
| ------------------------------------- | --------------- |
| Alemania (Offizielle Deutsche Charts) | 5               |
| Australia (ARIA)                      | 6               |
| Austria (Ö3 Austria Top 40)           | 3               |
| Bélgica (Flandes) (Ultratop 50)       | 4               |
| Bélgica (Valonia) (Ultratop 50)       | 2               |
| Canadá (Canadian Hot 100)             | 3               |
| Dinamarca (Tracklisten)               | 9               |
| Escocia (The Official Charts Company) | 1               |
| Eslovaquia (Radio Top 100 Chart)      | 8               |
| España (Top 100 Canciones)            | 8               |
| Estados Unidos (Billboard Hot 100)    | 14              |
| Estados Unidos (Mainstream Top 40)    | 13              |
| Estados Unidos (Hot Dance Club Songs) | 10              |
| Estados Unidos (Hot Rap Songs)        | 24              |
| Finlandia (OFC)                       | 5               |
| Francia (SNEP)                        | 4               |
| Hungría (Dance Top 40)                | 12              |
| Hungría (Rádiós Top 40)               | 8               |
| Irlanda (IRMA)                        | 5               |
| Italia (FIMI)                         | 3               |
| Japón (Japan Hot 100)                 | 63              |
| Noruega (VG-lista)                    | 4               |
| Nueva Zelanda (Recorded Music NZ)     | 6               |
| Países Bajos (Dutch Top 40)           | 28              |
| Polonia (Polish Airplay New)          | 5               |
| Reino Unido (UK Singles Chart)        | 3               |
| Reino Unido (UK Dance Chart)          | 2               |
| República Checa (Rádio Top 100)       | 24              |
| Suecia (Sverigetopplistan)            | 7               |
| Suiza (Schweizer Hitparade)           | 3               |

| País           | Organismo certificador | Certificación | Ventas  | Ref.   |
| -------------- | ---------------------- | ------------- | ------- | ------ |
| Alemania       | BVMI                   | Oro           | 150 000 | [ 39 ] |
| Australia      | ARIA                   | 2× Platino    | 70 000  | [ 40 ] |
| Austria        | IFPI Austria           | Oro           | 15 000  | [ 41 ] |
| Bélgica        | BEA                    | Oro           | 15 000  | [ 42 ] |
| España         | PROMUSICAE             | Oro           | 10 000  | [ 43 ] |
| Estados Unidos | RIAA                   | Platino       | 1 000   | [ 44 ] |
| Italia         | FIMI                   | Platino       | 30 000  | [ 45 ] |
| México         | AMPROFON               | Oro           | 30 000  | [ 46 ] |
| Nueva Zelanda  | RIANZ                  | Oro           | 7 500   | [ 47 ] |
| Reino Unido    | BPI                    | Oro           | 400 000 | [ 48 ] |
| Suecia         | GLF                    | Oro           | 20 000  | [ 49 ] |
| Suiza          | IFPI Suiza             | Platino       | 30 000  | [ 50 ] |